# Ozbrojené síly Korejské republiky
Ozbrojené síly Korejské republiky (korejsky 대한민국 국군 – Tähanminguk kukkun) jsou ozbrojené síly Jižní Korey. S 550 tisíci aktivními vojáky, 2,7 milióny rezervistů a rozpočtem v přepočtu zhruba bilion korun se dlouhodobě řadí do desítky největších ozbrojených sil celého světa.
Člení se na tři aktivní složky, Armádu Korejské republiky, Námořnictvo Korejské republiky a Letectvo Korejské republiky, a na Rezervní síly Korejské republiky.
Vznikly v roce 1948, prudkého rozvoje se dočkaly až za Korejské války v letech 1950–1953, ve které bojovaly proti severokorejské Korejské lidové armádě a jejím spojencům. Během této války také začala úzká vojenská spolupráce s Ozbrojenými silami Spojených států amerických, takže následně jihokorejští vojáci bojovali po boku svých spojenců v letech 1965–1973 ve válce ve Vietnamu, v letech 1990–1991 ve válce v Zálivu, v letech 2001–2016 ve válce v Afghánistánu a v letech 2003–2011 ve válce v Iráku. Hlavním smyslem ale zůstává ochrana území před Severní Koreou a to nadále ve spolupráci se Spojenými státy americkými, které doposud mají v zemi složku Ozbrojené síly Spojených států amerických v Koreji.